# بن برگشته
بن برگشته (انگلیسی: Ben Is Back) یک فیلم درام به کارگردانی پیتر هجز است که در ۷ دسامبر ۲۰۱۸ از سوی لاینزگیت فیلمز منتشر شد. از بازیگران آن می‌توان به لوکاس هجز، جولیا رابرتس، کاترین نیوتون، مایکل اسپر و کورتنی بی. ونس اشاره کرد.